# Esfahan Oil Refining
La compagnie Esfahan Oil Refining est une société de raffinage de pétrole en Iran.
Cette filiale de la Compagnie nationale iranienne de raffinage et de distribution du pétrole (National Iranian Oil Refining and Distribution Company (NIORDC)) a été créée en 1976. Elle est basée à Esfahan (Iran) et a commencé sa production en 1979.

## Description
Créée en 1979, la compagnie de raffinage Esfahan Oil Refining  propose des gaz de pétrole liquéfié, des solvants, de l'essence sans plomb, du kérosène, du gazole et du fioul lourd et léger et du soufre.
Les secteurs de la société comprennent la conception de base ou détaillée, l'ingénierie, l'approvisionnement des matériaux, la construction, sécurité et lutte contre les incendies, la recherche, la formation des recrues, l'entretien, les révisions, les projets de rénovation, le démarrage initial des unités de traitement et de consultation et traitance. La société participe également à la fabrication et la fourniture de pièces de rechange industrielles à travers une chaîne de magasins de la machine ou les fournisseurs nationaux.
Nommée Esfahan Refining jusqu'en 2000, la société a changé son nom pour celui de Esfahan Oil Refining.